# Masoniella
Genre
Masoniella est un genre d'insectes diptères brachycères de la famille des Tethinidae.

## Liste d'espèces
Selon Catalogue of Life (12 avril 2019) :
- Masoniella tertia Bat., J. A. Lima & C. T. Vasconc., 1960

## Étymologie
Le nom du genre Masoniella a été choisi en l'honneur de William Richardson Miles Mason (1921-1991), entomologiste américain et ancien collègue de l'auteur.

## Publication originale
- (en) J.R. Vockeroth, « Validation of Nomina Nuda of Nearctic Tethinidae, Scathophagidae, and Muscidae proposed in Manual of Neartic Diptera », Proceedings of the Entomological Society of Washington, Washington, Entomological Society of Washington (d), vol. 97,‎ 1995, p. 732–734 (ISSN 0013-8797 et 2378-6477, OCLC 630167895 et 1568029, lire en ligne).